# Biblioteca nazionale serba
La Biblioteca nazionale serba (in lingua serba Народна библиотека Србије o Narodna biblioteka Srbije) è situata a Belgrado, Serbia, nella municipalità di Vračar, nei pressi del tempio di San Saba.
Fu fondata nel 1832 da Gligorije Vozarović. Il direttore della biblioteca è Laslo Blašković.
Nel 1941 Belgrado fu bombardata dai tedeschi. Nella biblioteca sono andati persi, in quell'occasione, quasi un milione di libri.